# James Bolam
James Christopher Bolam MBE (* 16. Juni 1935 in Sunderland, England) ist ein britischer Schauspieler.

## Leben und Karriere
Bolam arbeitete zunächst als Buchhalter, ehe er ein Schauspielstudium an der Royal Central School of Speech and Drama in London machte. Sein professionelles Schauspieldebüt gab er 1959 im Royal Court Theatre, schon bald folgten erste Film- und Fernsehrollen.
Anfang der 1960er-Jahre spielte er Bolan mehreren Kinofilmen der British New Wave mit, darunter John Schlesingers Nur ein Hauch Glückseligkeit und Tony Richardsons Die Einsamkeit des Langstreckenläufers, die sich mit den Problemen der britischen Arbeiterklasse in Nordengland auseinandersetzten. Für solche Rollen war Bolam nicht zuletzt dank seines Geordie-Akzents prädestiniert. 1964 wirkte er in einer entscheidenden Rolle an dem Miss-Marple-Film Vier Frauen und ein Mord an der Seite von Margaret Rutherford mit. Zu Bolams späteren Kinoauftritten zählen Nebenrollen in der Komödie Ein Pechvogel namens Otley (1969) neben Romy Schneider und Tom Courtenay, dem Liebesdrama Das Ende einer Affäre (1999) mit Ralph Fiennes und Julianne Moore sowie dem Historienstreifen To Kill a King (2003) an der Seite von Tim Roth und Rupert Everett.
Weitaus populärer wurde Bolam aber durch seine zahlreichen Fernsehrollen. Einem breiten Publikum in Großbritannien wurde er erstmals durch die BBC-Sitcom The Likely Lads (1964–1966) bekannt, in der er und Rodney Bewes in den Hauptrollen zwei Freunde aus der Arbeiterklasse spielen, die in derselben Fabrik arbeiten und häufig miteinander in Streit liegen. Bolam gab den ironischen, arbeitsscheuen, zugleich auf seinen beruflichen Aufstieg hoffenden Terry Collier. Dank der großen Popularität folgten noch eine Fortsetzungsserie Whatever Happened to the Likely Lads? (1973–1974) und der Kinofilm Zwei nette Früchtchen (1976). Von 1976 bis 1981 spielte Bolam die Hauptrolle in When the Boat Comes In, einer Dramaserie über das Leben einer verarmten englischen Stadt in den 1920er- und 1930er-Jahren. In den 1980er-Jahren verkörperte er den Lehrer Trevor Chaplin in der Beiderbecke-Fernsehreihe. Zwischen 1991 und 1994 hatte er neben Lynda Bellingham eine der Hauptrollen in der Sitcom Second Thoughts inne.
Auch im neuen Jahrtausend und mittlerweile im Rentenalter befindlich, blieb Bolam im britischen Fernsehen mit weiteren Hauptrollen präsent. In der Comedy-Drama-Serie Born and Bred spielte er von 2002 bis 2005 den Arzt Arthur Gilder, der mit seinem Sohn eine Praxis führt. In der beliebten Krimiserie New Tricks – Die Krimispezialisten verkörperte Bolam ab 2003 für zehn Jahre den pensionierten Polizisten Jack Halford, der sich gemeinsam mit ebenfalls pensionierten Kollegen der Aufklärung ungelöster Fälle verschreibt. Eine sehr entgegengesetzte Rolle hatte er 2002 in einem Fernsehfilm als Serienmörder Harold Shipman. In 100 Folgen spielte Bolan ab 2009 in der CBeebies-Kinderserie Grandpa In My Pocket die titelgebende Rolle des Großvaters, der sich schrumpfen lassen kann. 2016 stand er für zwei Folgen der in Großbritannien sehr bekannten Serie Cold Feet neben James Nesbitt und Helen Baxendale vor der Kamera. In der von Andrew Davies entwickelten Serie Sanditon nach einem unvollendeten Roman von Jane Austen war er 2023 in sechs Folgen zu sehen.
Bolam ist mit der Schauspielerin Susan Jameson (* 1941) verheiratet, mit der er eine Tochter hat. 2009 wurde er für seine Verdienste als Schauspieler zum Member of the Order of the British Empire ernannt.

## Filmografie (Auswahl)
- 1960: Julius Caesar (Fernseh-Miniserie, 3 Folgen)
- 1961: The Kitchen
- 1962: Rebellion (H.M.S. Defiant)
- 1962: Nur ein Hauch Glückseligkeit (A Kind of Loving)
- 1962: Die Einsamkeit des Langstreckenläufers (The Loneliness of the Long Distance Runner)
- 1964: Vier Frauen und ein Mord (Murder Must Foul)
- 1964–1966: The Likely Lads (Fernsehserie, 20 Folgen)
- 1967: Half a Sixpence
- 1969: Ein Pechvogel namens Otley (Otley)
- 1971: Der Leichengießer (Crucible of Terror)
- 1972: Ehe der Morgen graut (Straight on Till Morning)
- 1972: Kein Pardon für Schutzengel (The Protectors; Fernsehserie, Folge See No Evil)
- 1973: Der Erfolgreiche (O Lucky Man!)
- 1973–1974: Whatever Happened to the Likely Lads? (Fernsehserie, 27 Folgen)
- 1975: In Celebration
- 1976: Zwei nette Früchtchen (The Likely Lads)
- 1976–1981: When the Boat Comes In (Fernsehserie, 48 Folgen)
- 1978: As You Like It (Fernsehfilm)
- 1979–1982: Only When I Laugh (Fernsehserie, 29 Folgen)
- 1982: Die Hunde sind los (The Plague Dogs) (Stimme)
- 1983: Al-mas' Ala Al-Kubra
- 1983: Macbeth (Fernsehfilm)
- 1985: The Beiderbecke Affair (Fernseh-Miniserie, 6 Folgen)
- 1986–1988: Room at the Bottom (Fernsehserie, 13 Folgen)
- 1987: The Beiderbecke Tapes (Fernseh-Miniserie, 2 Folgen)
- 1988: The Beiderbecke Connection (Fernseh-Miniserie, 4 Folgen)
- 1988: Andy Capp (Fernsehserie, 6 Folgen)
- 1991–1994: Second Thoughts (Fernsehserie, 49 Folgen)
- 1995: The Race – Fernes Ziel (Clockwork Mice)
- 1996: Stella Does Tricks
- 1997: Die Insel in der Vogelstraße (The Island on Bird Street)
- 1997: Achterbahn der Gefühle (Have Your Cake and Eat It; Fernseh-Miniserie, 4 Folgen)
- 1999: Das Ende einer Affäre (The End of the Affair)
- 1999: Inspector Barnaby (Midsomer Murders; Fernsehserie, Staffel 3, Folge 1: Ein Toter, den niemand vermisst)
- 2000: It Was an Accident
- 2000: Close & True (Fernsehserie, 6 Folgen)
- 2002: Harold Shipman: Doctor Death (Fernsehfilm)
- 2002–2004: Born and Bred (Fernsehserie, 22 Folgen)
- 2003: To Kill a King
- 2003–2013: New Tricks – Die Krimispezialisten (New Tricks; Fernsehserie, 69 Folgen)
- 2009: The Last Days of Lehman Brothers (Fernsehfilm)
- 2009–2014: Grandpa in My Pocket (Fernsehserie, 100 Folgen)
- 2012: Owens erste Liebe (Unconditional)
- 2016: Cold Feet (Fernsehserie, 2 Folgen)
- 2022: Marriage (Fernsehserie, 3 Folgen)
- 2023: Sanditon (Fernsehserie, 6 Folgen)
- 2023: Der Doktor und das liebe Vieh (All Creatures Great and Small, Fernsehserie, Folge 4x02)